# Colombo Racecourse
El Colombo Racecourse (en cingalés: කොළඹ තුරඟ තරඟ පිටිය) es un estadio multiusos ubicado en Colombo, Sri Lanka utilizado principalmente para partidos de fútbol de rugby y que actualmente es la sede del Colombo FC en fútbol y de la selección de rugby de Sri Lanka.

## Historia
El estadio fue inaugurado en 1893 originalmente como un hipódromo luego de que se mudaran del Colpitty Race Course y en 1922 se convirtió en el primer hipódromo en contar con un marcador electrónico.
Durante la Segunda Guerra Mundial fue utilizado de manera temporal como pista de aterrizaje. En 2012 fue reconstruido como Colombo Racecourse Sports Complex para ser el primer estadio de Rugby en Sri Lanka y pasó a ser la sede de la la selección nacional para sus partidos de local.